# Nenndorf
Nenndorf település Németországban, azon belül Alsó-Szászország tartományban. Lakosainak száma 780 fő (2023. december 31.).

## Népesség
A település népességének változása:
| Lakosok száma | 763  | 743  | 749  | 723  | 784  | 785  | 780  |
|               | 2014 | 2016 | 2017 | 2019 | 2021 | 2022 | 2023 |